# 10691 Sans
10691 Sans è un asteroide della fascia principale. Scoperto nel 1981, presenta un'orbita caratterizzata da un semiasse maggiore pari a 3,1974630 UA e da un'eccentricità di 0,1224867, inclinata di 0,67069° rispetto all'eclittica.